# Cục Ngoại tuyến, Bộ Công an (Việt Nam)
Cục Ngoại tuyến trực thuộc Bộ Công an có trách nhiệm tham mưu giúp Bộ trưởng và Thủ trưởng cơ quan điều tra Bộ Công an hướng dẫn, chỉ đạo lực lượng ngoại tuyến trong toàn ngành công an.

## Quá trình phát triển
Năm 2009, thành lập Cục Ngoại tuyến và kỹ thuật trực thuộc Tổng cục Cảnh sát Phòng chống tội phạm.
Năm 2015, Cục Ngoại tuyến và kỹ thuật chuyển sang trực thuộc Tổng cục Cảnh sát.
Năm 2018, Theo Nghị định số 01/NĐ-CP ngày 6 tháng 8 năm 2018 quy định về chức năng, nhiệm vụ, quyền hạn và cơ cấu tổ chức bộ máy của Bộ Công an. Cục Ngoại tuyến được thành lập trên cơ sở sáp nhập từ Cục Ngoại tuyến và Kỹ thuật trực thuộc Bộ Công an.

## Lãnh đạo hiện nay
- Cục trưởng: Trung tướng Đoàn Hùng Sơn
- Phó Cục trưởng: Thiếu tướng Cáp Văn Nam
- Phó Cục trưởng: Thiếu tướng Nguyễn Anh Tuấn
- Phó Cục trưởng: Đại tá Cù Gia Quảng
- Phó Cục trưởng: Đại tá Nguyễn Huy Tập
- Phó Cục trưởng: Đại tá Lâm Thành Sol

## Tổ chức
- Phòng Chính trị
- Phòng Kỹ thuật nghiệp vụ
- Trung tâm Bồi dưỡng, huấn luyện nghiệp vụ ngoại tuyến và đặc nhiệm

## Khen thưởng[5]
- Huân chương Độc lập hạng Nhất
- Huân chương Độc lập hạng Nhì
- Huân chương Lao động hạng Ba
- Huân chương Chiến công hạng Ba (năm 2015)

## Cục trưởng qua các thời kỳ
- Trung tướng Trần Đăng Yến, từ 8.2018 - 2.2020
- Trung tướng Đoàn Hùng Sơn (lần 1), từ 2.2020 - 5.2023
- Thiếu tướng Lưu Hồng Quảng, từ 5.2023 - 1.2024
- Trung tướng Đoàn Hùng Sơn (lần 2), từ 1.2024 - nay

## Phó Cục trưởng qua các thời kỳ
- Đại tá Nguyễn Duy Ân
- Đại tá Vũ Văn Phong